# Classe Kongbang
La classe Kongbang di hovercraft appartiene alla Marina militare del popolo coreano, ed è stata creata nel 2011. Secondo i dati disponibili, questi aliscafi possono trasportare circa 35 soldati, ad una velocità di 90 km/h (per una fonte) ed essere utilizzati per infiltrazioni di forze speciali a corto raggio, segnatamente le isole in territorio sudcoreano. Secondo un'altra fonte i mezzi sono dotati di cuscino d'aria, quindi simili agli LCAC statunitensi, e ne dovrebbero essere operativi tra 130 e 140 unità
La classe dovrebbe essere articolata in tre sottoclassi, che differiscono per dimensione e capacità di carico, mentre hanno la stessa velocità di 27/28 nodi (50/52 km/h) La versione I è stimata in 23 metri di lunghezza e 9 metri di larghezza, la II in 21 metri di lunghezza e 8 metri di larghezza, la III in 18,5 metri di lunghezza e 7 metri di larghezza.